# Lactarius ruginosus
Lactarius ruginosus é um fungo que pertence ao gênero de cogumelos Lactarius na ordem Russulales. Encontrado na Europa e na América do Norte, foi descrito cientificamente pelo micologista francês Henri Romagnesi em 1957.